# Liste des X 2800
Cette page est une annexe de l'article « X 2800 ».
Cette liste recense les engins du parc des 119 X 2800, faisant partie du matériel roulant de la Société nationale des chemins de fer français (SNCF) du 28 mai 1957 au 19 juin 2009.

## X 2800: état du matériel au 14 janvier 2022
| Engin  | Date de mise en service | Date de radiation  | Livrée         | STF | Baptême (Date) | Activité ou Régions         |
| ------ | ----------------------- | ------------------ | -------------- | --- | -------------- | --------------------------- |
| X 2801 | 28 mai 1957             | 13 décembre 2004   | Massif Central | SLM | /              | TER Limousin                |
| X 2802 | 2 juin 1957             | 1er juin 2006      | Massif Central | SBF | /              | TER Bourgogne-Franche-Comté |
| X 2803 | 31 mai 1957             | 1er avril 1998     | Massif Central | SRA | /              | TER Midi-Pyrénées           |
| X 2804 | 17 juin 1957            | 3 juillet 2007     | Massif Central | SLM | /              | TER Limousin                |
| X 2805 | 5 juillet 1957          | 1er avril 2001     | Massif Central | SLM | /              | TER Limousin                |
| X 2806 | 15 juillet 1957         | 1er août 2002      | Massif Central | SRA | /              | TER Midi-Pyrénées           |
| X 2807 | 4 août 1957             | 2 avril 2008       | Massif Central | SRA | /              | TER Rhône-Alpes             |
| X 2808 | 24 septembre 1957       | 10 janvier 2002    | Massif Central | SLM | /              | TER Limousin                |
| X 2809 | 7 août 1957             | 1er novembre 2001  | Massif Central | SLM | /              | TER Limousin                |
| X 2810 | 8 novembre 1957         | 27 mars 2007       | Massif Central | SRA | /              | TER Rhône-Alpes             |
| X 2811 | 4 novembre 1957         | 10 février 2003    | Massif Central | SRA | /              | TER Rhône-Alpes             |
| X 2812 | 26 novembre 1957        | 17 juillet 2007    | Massif Central | SLM | /              | TER Limousin                |
| X 2813 | 9 décembre 1957         | 29 janvier 2001    | Massif Central | SLM | /              | TER Limousin                |
| X 2814 | 27 décembre 1957        | 20 décembre 1999   | Massif Central | SLM | /              | TER Limousin                |
| X 2815 | 6 mars 1958             | 1er septembre 1998 | Massif Central | SLM | /              | TER Limousin                |
| X 2816 | 31 décembre 1958        | 23 mai 2008        | Massif Central | SRA | /              | TER Rhône-Alpes             |
| X 2817 | 2 juin 1958             | 6 novembre 2007    | Massif Central | SLI | /              | /                           |
| X 2818 | 11 juin 1958            | 1er décembre 1998  | Massif Central | SRA | /              | TER Midi-Pyrénées           |
| X 2819 | 8 septembre 1958        | 12 décembre 2007   | Massif Central | SRA | /              | TER Rhône-Alpes             |
| X 2820 | 7 juillet 1958          | 21 juin 1999       | Massif Central | SRA | /              | TER Midi-Pyrénées           |
| X 2821 | 15 juillet 1958         | 16 septembre 1985  | Massif Central | SOC | /              |                             |
| X 2822 | 1er août 1958           | 26 décembre 2002   | Massif Central | SLM | /              | TER Limousin                |
| X 2823 | 14 août 1958            | 25 avril 2006      | Massif Central | SRA | /              | TER Rhône-Alpes             |
| X 2824 | 11 août 1958            | 31 décembre 1999   | Massif Central | SRA | /              | TER Midi-Pyrénées           |
| X 2825 | 20 septembre 1958       | 12 décembre 2007   | Massif Central | SRA | /              | TER Rhône-Alpes             |
| X 2826 | 2 octobre 1958          | 1 décembre 1998    | Massif Central | SRA | /              | TER Midi-Pyrénées           |
| X 2827 | 16 octobre 1958         | 14 septembre 2010  | Massif Central | SBF | /              | TER Bourgogne-Franche-Comté |
| X 2828 | 30 octobre 1958         | 10 août 2004       | Massif Central | SRA | /              | TER Rhône-Alpes             |
| X 2829 | 1er novembre 1958       | 1er octobre 2002   | Massif Central | SRA | /              | TER Midi-Pyrénées           |
| X 2830 | 3 décembre 1958         | 19 juin 2009       | Massif Central | SBF | /              | TER Bourgogne-Franche-Comté |
| X 2831 | 26 novembre 1958        | 1er janvier 1999   | Massif Central | SOC | /              |                             |
| X 2832 | 3 décembre 1958         | 1 janvier 2002     | Massif Central | SLM | /              | TER Limousin                |
| X 2833 | 11 décembre 1958        | 1er janvier 2000   | Massif Central | SOC | /              |                             |
| X 2834 | 31 janvier 1959         | 1er septembre 2000 | Massif Central | SRA | /              |                             |
| X 2835 | 5 février 1959          | 1er octobre 2002   | Massif Central | SRA | /              | TER Midi-Pyrénées           |
| X 2836 | 10 mars 1959            | 18 juillet 2007    | Massif Central | SLM | /              | TER Limousin                |
| X 2837 | 18 février 1959         | 13 décembre 2007   | Massif Central | SRA | /              | TER Rhône-Alpes             |
| X 2838 | 24 septembre 1959       | 8 janvier 2003     | Massif Central | SLM | /              | TER Limousin                |
| X 2839 | 6 octobre 1959          | 11 février 1998    | Massif Central | SLM | /              | TER Limousin                |
| X 2840 | 20 octobre 1959         | 1er mai 2003       | Massif Central | SLM | /              | TER Limousin                |
| X 2841 | 27 octobre 1959         | 30 juin 1992       | Massif Central | SRA | /              | /                           |
| X 2842 | 3 novembre 1959         | 31 décembre 1999   | Massif Central | SRA | /              | TER Midi-Pyrénées           |
| X 2843 | 2 décembre 1959         | 28 novembre 2007   | Massif Central | SRA | /              | TER Rhône-Alpes             |
| X 2844 | 1er décembre 1959       | 29 décembre 2007   | Massif Central | SLM | /              | TER Limousin                |
| X 2845 | 1er décembre 1959       | 1er septembre 2000 | Massif Central | SRA | /              | TER Midi-Pyrénées           |
| X 2846 | 12 décembre 1959        | 1er août 2002      | Massif Central | SRA | /              | TER Midi-Pyrénées           |
| X 2847 | 20 décembre 1959        | 1er juin 2002      | Massif Central | SLM | /              | TER Limousin                |
| X 2848 | 1er janvier 1960        | 1er juin 2002      | Massif Central | SRA | /              | TER Midi-Pyrénées           |
| X 2849 | 8 janvier 1960          | 1er mai 1999       | Massif Central | SLM | /              | TER Limousin                |
| X 2850 | 18 janvier 1960         | 31 décembre 1999   | Massif Central | SRA | /              | TER Midi-Pyrénées           |
| X 2851 | 19 février 1960         | 1er mai 1999       | Massif Central | SLM | /              | TER Limousin                |
| X 2852 | 23 février 1960         | 12 décembre 2007   | Massif Central | SRA | /              | TER Rhône-Alpes             |
| X 2853 | 26 février 1960         | 13 novembre 2007   | Massif Central | SRA | /              | TER Rhône-Alpes             |
| X 2854 | 8 mars 1960             | 1er janvier 1998   | Massif Central | SOC | /              |                             |
| X 2855 | 17 mars 1960            | 10 août 2004       | Massif Central | SRA | /              | TER Rhône-Alpes             |
| X 2856 | 22 mars 1960            | 1er décembre 2006  | Massif Central | SLM | /              | TER Limousin                |
| X 2857 | 28 mars 1960            | 26 décembre 1998   | Massif Central | SLM | /              | TER Limousin                |
| X 2858 | 6 avril 1960            | 31 décembre 1999   | Massif Central | SRA | /              | TER Midi-Pyrénées           |
| X 2859 | 14 avril 1960           | 31 décembre 1999   | Massif Central | SRA | /              | TER Midi-Pyrénées           |
| X 2860 | 26 avril 1960           | 31 décembre 1999   | Massif Central | SRA | /              | TER Midi-Pyrénées           |
| X 2861 | 6 mai 1960              | 1er septembre 1998 | Massif Central | SLM | /              | TER Limousin                |
| X 2862 | 18 mai 1960             | 31 décembre 1999   | Massif Central | SRA | /              | TER Midi-Pyrénées           |
| X 2863 | 27 mai 1960             | 12 décembre 2007   | Massif Central | SRA | /              | TER Rhône-Alpes             |
| X 2864 | 9 juin 1960             | 1er décembre 1998  | Massif Central | SRA | /              | TER Midi-Pyrénées           |
| X 2865 | 16 juin 1960            | 25 décembre 1998   | Massif Central | SRA | /              | TER Midi-Pyrénées           |
| X 2866 | 1er juillet 1960        | 23 juillet 2008    | Massif Central | SRA | /              | TER Rhône-Alpes             |
| X 2867 | 8 juillet 1960          | 22 janvier 2002    | Massif Central | SLM | /              | TER Limousin                |
| X 2868 | 16 septembre 1960       | 1er janvier 2001   | Massif Central | SRA | /              | TER Midi-Pyrénées           |
| X 2869 | 4 octobre 1960          | 30 novembre 2006   | Massif Central | SBF | /              | TER Bourgogne-Franche-Comté |
| X 2870 | 8 octobre 1960          | 1er septembre 2000 | Massif Central | SRA | /              | TER Midi-Pyrénées           |
| X 2871 | 15 septembre 1960       | 1er septembre 1999 | Massif Central | SLM | /              | TER Midi-Pyrénées           |
| X 2872 | 4 octobre 1960          | 8 juin 2007        | Massif Central | SLM | /              | TER Limousin                |
| X 2873 | 7 octobre 1960          | 31 décembre 1999   | Massif Central | SRA | /              | TER Midi-Pyrénées           |
| X 2874 | 14 octobre 1960         | 31 décembre 1999   | Massif Central | SRA | /              | TER Midi-Pyrénées           |
| X 2875 | 24 octobre 1960         | 24 mai 2002        | Massif Central | SLM | /              | TER Limousin                |
| X 2876 | 3 novembre 1960         | 1er décembre 1999  | Massif Central | SLM | /              | TER Limousin                |
| X 2877 | 17 novembre 1960        | 11 octobre 2007    | Massif Central | SBF | /              | TER Bourgogne-Franche-Comté |
| X 2878 | 2 décembre 1960         | 13 novembre 2007   | Massif Central | SRA | /              | TER Rhône-Alpes             |
| X 2879 | 13 décembre 1960        | 13 novembre 2007   | Massif Central | SRA | /              | TER Rhône-Alpes             |
| X 2880 | 20 décembre 1960        | 1er septembre 2000 | Massif Central | SLM | /              | TER Limousin                |
| X 2881 | 5 janvier 1961          | 14 janvier 1999    | Massif Central | SOC | /              |                             |
| X 2882 | 20 janvier 1961         | 1er avril 1997     | Massif Central | SLM | /              | TER Limousin                |
| X 2883 | 21 février 1961         | 24 juillet 2007    | Massif Central | SLM | /              | TER Limousin                |
| X 2884 | 16 février 1961         | 13 décembre 1998   | Massif Central | SLM | /              | TER Limousin                |
| X 2885 | 23 février 1961         | 30 novembre 2007   | Massif Central | SLM | /              | TER Limousin                |
| X 2886 | 9 mars 1961             | 6 juillet 2002     | Massif Central | SLM | /              | TER Limousin                |
| X 2887 | 28 mars 1961            | 1er septembre 2000 | Massif Central | SLM | /              | TER Limousin                |
| X 2888 | 20 avril 1961           | 20 septembre 2002  | Massif Central | SLM | /              | TER Limousin                |
| X 2889 | 1er avril 1961          | 6 novembre 2007    | Massif Central | SLM | /              | TER Limousin                |
| X 2890 | 1er février 1961        | 20 novembre 2006   | Massif Central | SLM | /              | TER Limousin                |
| X 2891 | 1er juin 1961           | 1er décembre 1998  | Massif Central | SOC | /              |                             |
| X 2892 | 9 juin 1961             | 22 janvier 2002    | Massif Central | SLM | /              | TER Limousin                |
| X 2893 | 4 juillet 1961          | 21 mai 2007        | Massif Central | SLM | /              | TER Limousin                |
| X 2894 | 4 juillet 1961          | 20 octobre 2003    | Massif Central | SLM | /              | TER Limousin                |
| X 2895 | 12 juillet 1961         | 23 juillet 2008    | Massif Central | SRA | /              | TER Rhône-Alpes             |
| X 2896 | 20 juillet 1961         | 1er octobre 2005   | Massif Central | SRA | /              | TER Rhône-Alpes             |
| X 2897 | 7 juillet 1961          | 1er octobre 1999   | Massif Central | SLM | /              | TER Limousin                |
| X 2898 | 30 août 1961            | 1er septembre 2000 | Massif Central | SLM | /              | TER Limousin                |
| X 2899 | 13 septembre 1961       | 3 février 1998     | Massif Central | SRA | /              | TER Midi-Pyrénées           |
| X 2900 | 30 septembre 1961       | 8 juillet 2009     | Massif Central | SBF | /              | TER Bourgogne-Franche-Comté |
| X 2901 | 25 octobre 1961         | 1er décembre 1999  | Massif Central | SLM | /              | TER Limousin                |
| X 2902 | 17 novembre 1961        | 6 novembre 2007    | Massif Central | SRA | /              | TER Rhône-Alpes             |
| X 2903 | 17 novembre 1961        | 13 décembre 2007   | Massif Central | SRA | /              | TER Rhône-Alpes             |
| X 2904 | 8 décembre 1961         | 8 janvier 2001     | Massif Central | SLM | /              | TER Limousin                |
| X 2905 | 2 décembre 1961         | 27 septembre 2005  | Massif Central | SRA | /              | TER Rhône-Alpes             |
| X 2906 | 15 décembre 1961        | 1er janvier 2001   | Massif Central | SLM | /              | TER Limousin                |
| X 2907 | 3 février 1962          | 31 décembre 2007   | Massif Central | SLM | /              | TER Limousin                |
| X 2908 | 9 février 1962          | 3 avril 2007       | Massif Central | SLM | /              | TER Limousin                |
| X 2909 | 17 janvier 1962         | 31 décembre 1999   | Massif Central | SOC | /              |                             |
| X 2910 | 30 janvier 1962         | 6 novembre 2007    | Massif Central | SRA | /              | TER Rhône-Alpes             |
| X 2911 | 9 mars 1962             | 1er octobre 2002   | Massif Central | SRA | /              | TER Midi-Pyrénées           |
| X 2912 | 14 mars 1962            | 1er novembre 2001  | Massif Central | SRA | /              | TER Midi-Pyrénées           |
| X 2913 | 23 mars 1962            | 12 décembre 2007   | Massif Central | SLM | /              | TER Limousin                |
| X 2914 | 30 mai 1962             | 26 décembre 2007   | Massif Central | SRA | /              | TER Rhône-Alpes             |
| X 2915 | 4 mai 1962              | 1er mai 1999       | Massif Central | SLM | /              | TER Limousin                |
| X 2916 | 27 avril 1962           | 31 décembre 1999   | Massif Central | SRA | /              | TER Midi-Pyrénées           |
| X 2917 | 21 mai 1962             | 23 mai 2006        | Massif Central | SRA | /              | TER Rhône-Alpes             |
| X 2918 | 5 juillet 1962          | 24 mai 2002        | Massif Central | SLM | /              | TER Limousin                |
| X 2919 | 4 juillet 1962          | 1er septembre 1999 | Massif Central | SLM | /              | TER Limousin                |

### Bilan
- Massif Central (Bleu/Blanche/Grise) : toute la flotte des années 1970 à 2009, 15 des 17 exemplaires préservés ont conservé cette livrée.
- Aunis (Vert/Crème/Blanche) : X2808, X2814, X2816, X2897,X 2898, X2899 et X 2900 de leur mise en service à 1976, l'X2816 ou autre engin préservé ne porte actuellement cette livrée.
- Rouge/Crème : toute la flotte, sauf les "Aunis", de la mise en service aux années 1980, actuellement les X2844 et X2866 sont les 2 seuls X2800 préservés à porter leur livrée initiale.
- Expérimentale (Bleue/Blanche) : X2851, cet exemplaire semble hélas, depuis avoir été démantelé.

À ce jour au moins 17 engins sont préservés (16 en état de marche et 1 en cours de restauration), plus ou moins 13 sont en attente de ferraillage, soit 30 exemplaires, 2 ont été accidentés, et le reste envoyé à la ferraille.